# Estadio Los Cuchumatanes
Estadio Los Cuchumatanes – stadion piłkarski w gwatemalskim mieście Huehuetenango, w departamencie Huehuetenango. Obiekt może pomieścić 5340 widzów, a swoje mecze rozgrywa na nim drużyna Deportivo Xinabajul.
Stadion wzniesiono już w 2000 roku, jednak otwarto dopiero po gruntownej remodelacji, 17 stycznia 2007. Prace, których łączny koszt wyniósł 23 tysiące gwatemalskich quetzali, sfinansowały firmy Consejo Departamental de Desarrollo oraz Fondo Nacional Para La Paz, zaś murawę ufundował browar Cervecería Centroamericana. Obiekt posiada m.in. sztuczne oświetlenie, cztery szatnie oraz system nawadniania i drenażu boiska.